# Гнетово (Красноярский край)
Гнетово — деревня в Боготольском районе Красноярского края России. Входит в состав Критовского сельсовета.

## География
Деревня находится на берегах реки Кирюшка (приток реки Чулым), на расстоянии примерно 20 км к северо-востоку от города Боготол, административного центра района. Абсолютная высота — 227 м над уровнем моря.

## Население
| 2010 |
| ---- |
| 108  |

### Гендерный состав
По данным Всероссийской переписи населения 2010 года, в деревне проживало 108 человек (54 мужчины и 54 женщины).

## Улицы
В селе имеются две улицы: Верхняя и Центральная.

## Известные уроженцы
- Евдокимов, Николай Владимирович (род. 1992) — российский военнослужащий, ефрейтор, Герой Российской Федерации.